# Ordenspalais

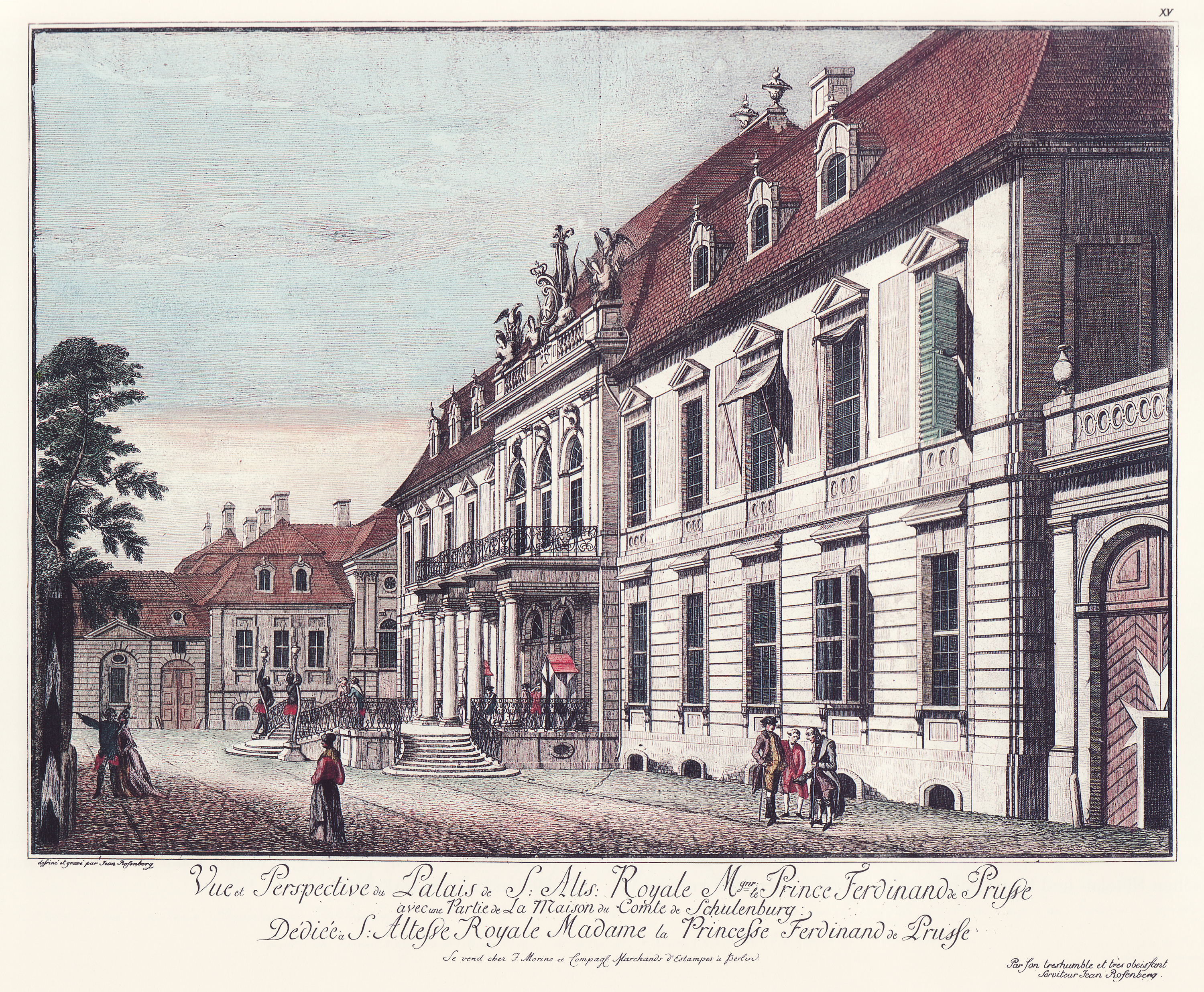
Ordenspalais, 1780

Das Ordenspalais (auch Prinz-Karl-Palais genannt) war ein Gebäude in Berlin, das sich an der Ecke Wilhelmplatz und Wilhelmstraße im Bezirk Mitte befand. Das Gebäude verdankte seinen Namen dem Umstand, dass es seit 1738 als Sitz der Berliner Gesandtschaft des Johanniterordens diente. Ab 1829 wurde das Palais durch Friedrich August Stüler und Karl Friedrich Schinkel grundlegend im Stil des Neoklassizismus umgestaltet. Bekannt wurde es allerdings vor allem als Sitz der Reichspressestelle in der Zeit der Weimarer Republik und des Reichsministeriums für Volksaufklärung und Propaganda in den Jahren 1933–1945.
Im Zweiten Weltkrieg zerstört und später abgerissen, sind die Wand- und Deckenmalereien des Palais’ durch das Historische Farbdiaarchiv hervorragend dokumentiert.

## Geschichte

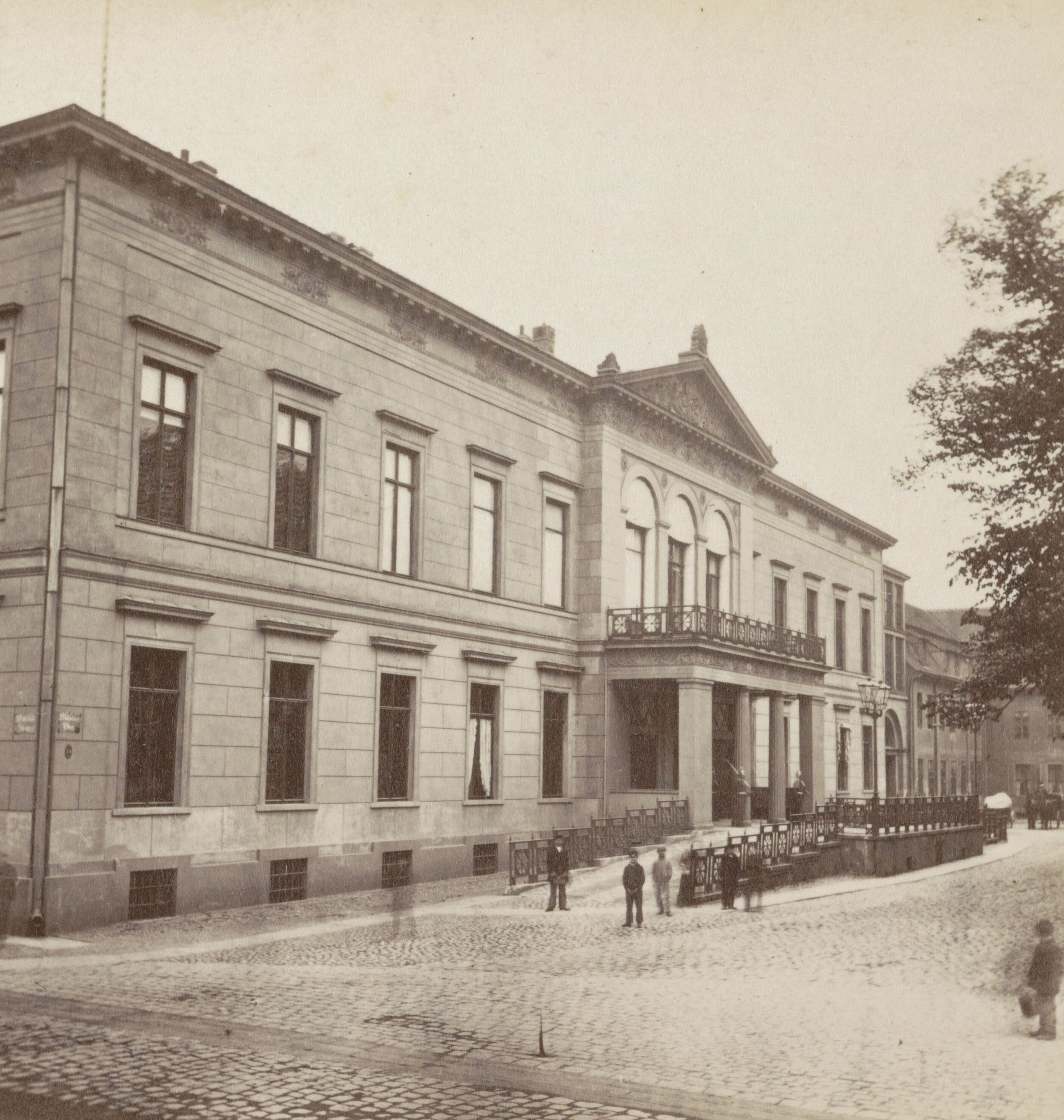
Zustand nach dem Umbau durch Schinkel und Stüler (Foto um 1868–1870)

Das Palais wurde ab 1737 nach einem Entwurf von Jean de Bodt als Residenz des preußischen Generalmajors Karl Ludwig Truchsess von Waldburg an der Nordwestecke des Wilhelmsplatzes (Nr. 7/8) errichtet. Nachdem Truchsess von Waldburg bereits 1738 verstorben war, ließ der preußische König Friedrich Wilhelm I. den Bau durch den Johanniterorden unter der Bauleitung von Carl Friedrich Richter zu Ende führen. Ab 1738 diente das Palais als Sitz der Berliner Gesandtschaft des Johanniterordens. Dort lebte später der Herrenmeister des Ordens, Prinz August Ferdinand, mit seiner Familie, der ab 1786 auch das von ihm erbaute Schloss Bellevue im Tiergarten bewohnte.
Nach der Auflösung des Ordens 1811 ging das Gebäude in den Besitz des preußischen Staates über. Seit 1829 im neoklassizistischen Stil umgebaut, hieß es nach seinem Benutzer Prinz Karl von Preußen Prinz-Karl-Palais. Das um einen von Friedrich August Stüler entworfenen Anbau erweiterte Gebäude war 1853 Schauplatz der Neugründung des Johanniterordens mit Prinz Karl als Großmeister. Nach Karls Tod 1883 diente das Gebäude seinen Nachkommen Prinz Friedrich Karl und Friedrich Leopold als Wohnsitz.
Nach dem Ersten Weltkrieg war das Ordenspalais Gegenstand eines langwierigen Rechtsstreites zwischen dem Haus Hohenzollern und dem Freistaat Preußen. Nach der Beilegung des Streites zog die Vereinigte Presseabteilung der Reichsregierung und des Auswärtigen Amtes in das Gebäude ein.
Im März 1933 nahm das neugebildete Reichsministerium für Volksaufklärung und Propaganda im Ordenspalais seinen Sitz. Der Minister Joseph Goebbels ließ es nach seinen Vorstellungen im Inneren überformen und zwischen 1936 und 1940 nach Entwürfen des Architekten Karl Reichle im Stil nationalsozialistischer Architektur erweitern. Der umfangreiche Ergänzungsbau reichte bis zur Mauerstraße, wo sich dann auch der Haupteingang des Ministeriums befand.

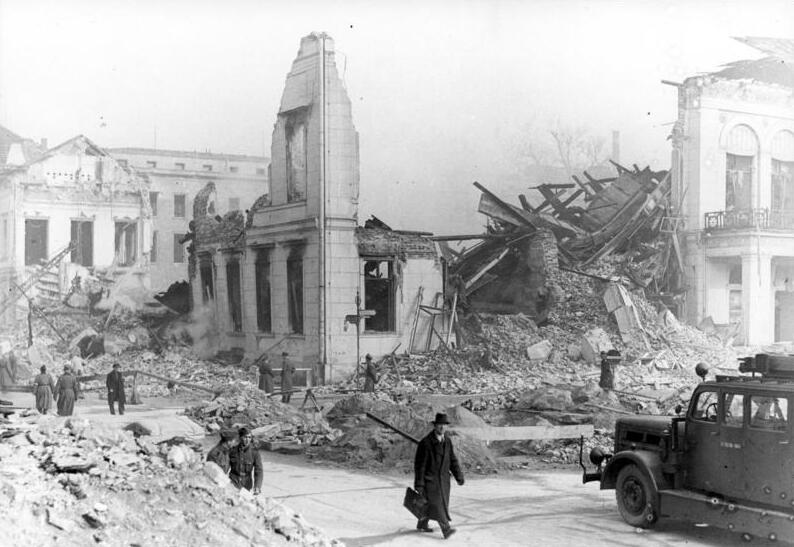
Das Palais nach der Zerstörung im April 1945

In den letzten Wochen des Zweiten Weltkriegs zerstörte ein alliierter Luftangriff das Palais, dessen Ruine 1949 abgeräumt wurde. Der Erweiterungsbau, der heute als Wilhelmstraße 49 firmiert, überstand den Krieg und diente seit 1947 als Sitz der Nationalen Front. Seit 1999 ist er Sitz des Bundesministeriums für Arbeit und Soziales.